# Bureau of Ships
L'United States Navy's Bureau of Ships ou BuShips  (Bureau des navires de la marine des États-Unis) était l'organisme au sein de l'US Navy qui de 1940 à 1966 fut chargé de superviser la conception, la construction, la reconversion, l'approvisionnement et la réparation des navires et des autres engins de la marine américaine, de gérer les chantiers navals, les centres de réparation, les laboratoires et les stations côtières, de développer les spécifications pour les carburants et les huiles et de conduire les opérations de sauvetage des navires. 
À partir de 1947, le BuShips acheta aussi les navires du département de l'Armée et du département de l'Air Force et coordonna la construction navale du département de la Défense et les programmes de conversion de navires avec d'autres agences fédérales.
Créé par une loi du Congrès américain du 20 juin 1940 qui rassemblait les fonctions du Bureau of Construction and Repair et du Bureau of Engineering, le nouveau bureau était dirigé par un ingénieur du corps des ingénieurs de la Marine. Son adjoint était lui un architecte naval issu du corps de la construction navale. 
Le BuShips fut supprimé par un ordre du département de la Défense le 9 mars 1966, lors de la révision globale des activités de soutien à l'US Navy. Il fut remplacé par le Naval Ship Systems Command, maintenant connu comme Naval Sea Systems Command (en) (NAVSEA).